# NGC 1851
NGC 1851 o Caldwell 73 es un cúmulo globular ubicado en la constelación de Columba. Su magnitud aparente es de 7.3
Está a 39,500 al, y se ubica a unos 8° al sudoeste de la estrella de magnitud 2.65 Phact (α Columbae).